# Associazione Calcio Ferrara 1940-1941
Questa pagina raccoglie le informazioni riguardanti l’Associazione Calcio Ferrara nelle competizioni ufficiali della stagione 1940-1941.

## Stagione
La seconda guerra mondiale sconvolge l'Europa e il calcio non può che rimanerne condizionato. Anche a Ferrara quindi, ci si arrangia con quel che passa il convento. Paolo Mazza e Giorgio Armari per la stagione 1940-1941 cercano di mettere in piedi una formazione che possa regalare soddisfazioni agli sportivi ferraresi.
Se ne vanno Del Grosso, Trebbi, Bonamartini, Belardini, Lomi, Bergonzoni e Poggipollini. Tra i nuovi innesti vanno segnalati Zennaro che realizzerà 9 reti, Zappaterra, Balbi, Cervi e Calderoni. Inserito nel Girone A con formazioni venete e istriane, l'A.C. Ferrara deve cedere allo strapotere della Fiumana chiudendo al quinto posto con 30 punti in classifica.

## Rosa
| N. |                   | Ruolo | Calciatore           |
| -- | ----------------- | ----- | -------------------- |
|    | Italia (bandiera) | P     | Vittorio Poletti     |
|    | Italia (bandiera) | D     | Guglielmo Babetto    |
|    | Italia (bandiera) | D     | Adler Bonci          |
|    | Italia (bandiera) | D     | Walter Casini        |
|    | Italia (bandiera) | D     | Ermelindo D'Agostini |
|    | Italia (bandiera) | D     | Ilario Mantovani     |
|    | Italia (bandiera) | C     | Alessandro Capponi   |
|    | Italia (bandiera) | C     | Ugo Cervi            |
|    | Italia (bandiera) | C     | Giuseppe Lanzone     |
|    | Italia (bandiera) | C     | Ilio Mariotti        |

| N. |                   | Ruolo | Calciatore          |
| -- | ----------------- | ----- | ------------------- |
|    | Italia (bandiera) | C     | Vincenzo Masotti    |
|    | Italia (bandiera) | C     | Vinicio Tumiati     |
|    | Italia (bandiera) | C     | Gilberto Zappaterra |
|    | Italia (bandiera) | A     | Angelo Barbi        |
|    | Italia (bandiera) | A     | Guerrino Calderoni  |
|    | Italia (bandiera) | A     | Alvio Dal Maschio   |
|    | Italia (bandiera) | A     | Scaramagli          |
|    | Italia (bandiera) | A     | Libero Tomesani     |
|    | Italia (bandiera) | A     | Giovanni Villotti   |
|    | Italia (bandiera) | A     | Aurelio Zennaro     |

## Risultati

### Serie C (girone A)

#### Girone di andata[1]
| Arbitro: | Marini (Monfalcone) |

|                      |           |  |
| Silvestri 24’ (rig.) | Marcatori |  |

| Arbitro: | Barion (Vergato) |

|                |           |  |
| Barbi 51’, 53’ | Marcatori |  |

| Arbitro: | Leiter (Fiume) |

|                    |           |             |
| Fontegher 36’, 38’ | Marcatori | 47’ Lanzone |

| Arbitro: | Buratti (Milano) |

|                       |           |             |
| Capponi 15’ Barbi 37’ | Marcatori | 31’ Burlini |

| Arbitro: | Venutti (Trieste) |

|                               |           |  |
| Fedri 24’ Pavesi De Marco 89’ | Marcatori |  |

| Ferrara 24 novembre 1940 6ª giornata | Ferrara           | 0 – 0 | Fiumana | Campo Littorio\| Arbitro: \| Zambotto (Padova) \| |
| Arbitro:                             | Zambotto (Padova) |       |         |                                                   |

| Arbitro: | Venutti (Trieste) |

|                   |           |               |
| Lovato 76’ (rig.) | Marcatori | 53’ Calderoni |

| Arbitro: | Bernardi (Bologna) |

|                              |           |  |
| Zennaro 70’ (rig.) Barbi 89’ | Marcatori |  |

| Arbitro: | Barion (Vergato) |

|                  |           |  |
| Zennaro 24’, 65’ | Marcatori |  |

| Arbitro: | Leiter (Fiume) |

|               |           |                    |
| Salvadori 43’ | Marcatori | 27’, 67’ Calderoni |

| Arbitro: | Vettori (Pisa) |

|                                 |           |  |
| Faini 8’ Bruini 66’ Svageli 69’ | Marcatori |  |

| Arbitro: | Coletti (Treviso) |

|                                         |           |  |
| Capponi 61’ Zennaro 75’ Dal Maschio 78’ | Marcatori |  |

| Arbitro: | Venutti (Trieste) |

|  |           |                 |
|  | Marcatori | 31’ Dal Maschio |

| Arbitro: | Agnolin (Bassano del Grappa) |

|                   |           |  |
| Calderoni 9’, 36’ | Marcatori |  |

#### Girone di ritorno[3]
| Arbitro: | De Benedictis (Padova) |

|                                                  |           |                       |
| Calderoni 2’, 13’ Dal Maschio 23’, 24’ Barbi 85’ | Marcatori | 69’ (rig.) Martinolli |

| Arbitro: | Mestron (Padova) |

|                          |           |  |
| Nicoli 44’ Caligaris 89’ | Marcatori |  |

| Arbitro: | Favero (Treviso) |

|                                                                        |           |                                 |
| Dal Maschio 8’, 18’, 41’ Barbi 28’, 67’ Zennaro 50’, 73’ Calderoni 60’ | Marcatori | 52’ Taglialapietra 77’ Sacco II |

| Arbitro: | De Benedictis (Padova) |

|              |           |  |
| Scher II 65’ | Marcatori |  |

| Arbitro: | Capitanio (Venezia) |

|             |           |                   |
| Zennaro 63’ | Marcatori | 87’ (rig.) Ferman |

| Fiume 16 marzo 1941 21ª giornata | Fiumana           | 0 – 0 | Ferrara | Comunale del Littorio\| Arbitro: \| Venutti (Trieste) \| |
| Arbitro:                         | Venutti (Trieste) |       |         |                                                          |

| Ferrara 23 marzo 1941 22ª giornata | Ferrara           | 0 – 0 | Treviso | Campo Littorio\| Arbitro: \| Vannini (Bologna) \| |
| Arbitro:                           | Vannini (Bologna) |       |         |                                                   |

| Arbitro: | Nerozzi (Verona) |

|               |           |  |
| De Marchi 72’ | Marcatori |  |

| Arbitro: | Zambotto (Padova) |

|            |           |                |
| Rigoni 29’ | Marcatori | 54’ Scaramagli |

| Arbitro: | Autorino (Roma) |

|                                    |           |                          |
| Capponi 20’ Barbi 42’ Tomesani 85’ | Marcatori | 18’ Cattaneo 82’ Chiozza |

| Arbitro: | Zambotto (Padova) |

|              |           |                       |
| Calderoni 5’ | Marcatori | 18’ Comar 86’ Svageli |

| Arbitro: | Favero (Treviso) |

|                 |           |                                        |
| Fiabane 3’, 85’ | Marcatori | 55’ Zennaro 70’ Calderoni 82’ Tomesani |

| Arbitro: | Tassini (Verona) |

|             |           |  |
| Zennaro 77’ | Marcatori |  |

| Arbitro: | Nerozzi (Verona) |

|                  |           |  |
| Isoardi 64’, 80’ | Marcatori |  |